# Josh Downs
Joshua Downs (Suwanee, Georgia; 12 de agosto de 2001) más conocido como Josh Downs, es un jugador profesional estadounidense de fútbol americano, se desempeña en la posición de wide receiver en Indianapolis Colts, en la National Football League (NFL).

## Carrera
Hizo su debut profesional con el equipo Indianapolis Colts, lleva jugando una temporada, comenzó en el 2023.